# Krisztián Pádár
Krisztián Pádár (Budapest, 14 novembre 1996) è un pallavolista ungherese, opposto del Milano.

## Carriera

### Club
La carriera professionistica di Krisztián Pádár inizia nel 2010, giocando nel Malév. Nella stagione 2011-12 approda nella Nemzeti Bajnokság I, vestendo la maglia del Dunaferr. Nella stagione seguente approda al Kecskeméti, dove milita per due annate aggiudicandosi uno scudetto e una Coppa d'Ungheria.
Nella stagione 2014-15 gioca per la prima volta all'estero, approdando in Belgio, dove milita per due annate nel Maaseik, club impegnato in Liga A col quale raggiunge diverse finali in ambito nazionale, ma non si aggiudica alcun titolo. 
Nel campionato 2016-17 viene selezionato attraverso un draft dal Woori Card Wibee, club della Corea del Sud impegnato in V-League, dove gioca per due annate, ricevendo diversi riconoscimenti individuali; al termine di ciascuna stagione gioca brevemente per altri club, firmando nel 2017 in Libano col Tannourine e nel 2018 in Cina con lo Shanghai, vincendo lo scudetto. Nel campionato 2018-19 viene nuovamente selezionato attraverso il draft, questa volta dagli Hyundai Skywalkers, conquistando ancora uno scudetto.
Per la stagione 2019-20 si accasa in Russia, dove disputa la Superliga con il Fakel, mentre nella stagione seguente è nuovamente in un campionato asiatico, precisamente in Giappone, dove disputa la V.League Division 1 coi Toray Arrows, a cui resta legato per quattro annate, per poi concludere la stagione 2023-24 al Al-Arabi. Per la stagione 2024-25 è nuovamente in scena nella massima divisione cinese, aggiudicandosi lo scudetto; termina l'annata all'Al-Rayyan.
Per il campionato 2025-26 accetta l'offerta del Milano, nella Superlega italiana.

### Nazionale
Tra il 2013 e il 2015 veste le maglie delle selezioni giovanili ungheresi.
Nel 2014 debutta in nazionale maggiore, con cui si aggiudica la medaglia di bronzo all'European Silver League 2021.

## Palmarès

### Club
- Campionato ungherese: 1

2013-14
- Campionato cinese: 2

2017-18, 2024-25
- Campionato sudcoreano: 1

2018-19
- Coppa d'Ungheria: 1

2013-14

### Nazionale (competizioni minori)
- European Silver League 2021

### Premi individuali
- 2017 - V-League: MVP 1º round
- 2017 - V-League: MVP 4º round
- 2017 - Coppa KOVO: Most Impressive Player
- 2018 - V-League: MVP 1º round
- 2018 - V-League: Miglior opposto
- 2022 - V.League Division 1: Miglior realizzatore
- 2022 - V.League Division 1: Miglior servizio
- 2023 - V.League Division 1: Miglior realizzatore
- 2024 - V.League Division 1: Miglior realizzatore